# 모세관 현상

물과 수은의 모세관 현상

모세관 현상(毛細管現象, Capillary action)은 모세관을 액체 속에 넣었을 때, 관 속의 액면(液面)이 관 밖의 액면보다 높아지거나 낮아지는 현상 혹은 분자 사이의 인력과 분자와 가느다란 관의 벽 사이에 작용하는, 서로 간의 인력에 의해 가느다란 관을 채운 액체가 올라가거나 내려가는 현상을 말한다.
이 효과는 페인트 붓의 털 사이, 빨대와 같은 얇은 튜브, 종이나 석고와 같은 다공성 물질, 모래 및 액화 탄소와 같은 일부 비다공성 물질에서 액체가 끌어올려지는 현상에서 볼 수 있다. 섬유질, 또는 생물학적 세포에서도 관찰된다. 이는 액체와 주변 고체 표면 사이의 분자간 힘으로 인해 발생한다. 튜브의 직경이 충분히 작은 경우 표면 장력(액체 내 응집력으로 인해 발생)과 액체와 용기 벽 사이의 접착력이 결합되어 액체를 추진하는 역할을 한다.

## 역사
최초로 모세관 현상을 관찰, 기록한 사람은 레오나르도 다빈치이다. 갈릴레오의 전(前) 학생 Niccolò Aggiunti(1600~1635년)이 모세관 현상을 탐구했다고 전해졌다.

## 메니스커스의 높이
- 오른쪽 그래프는 위치에 따른 압력을 나타낸다.

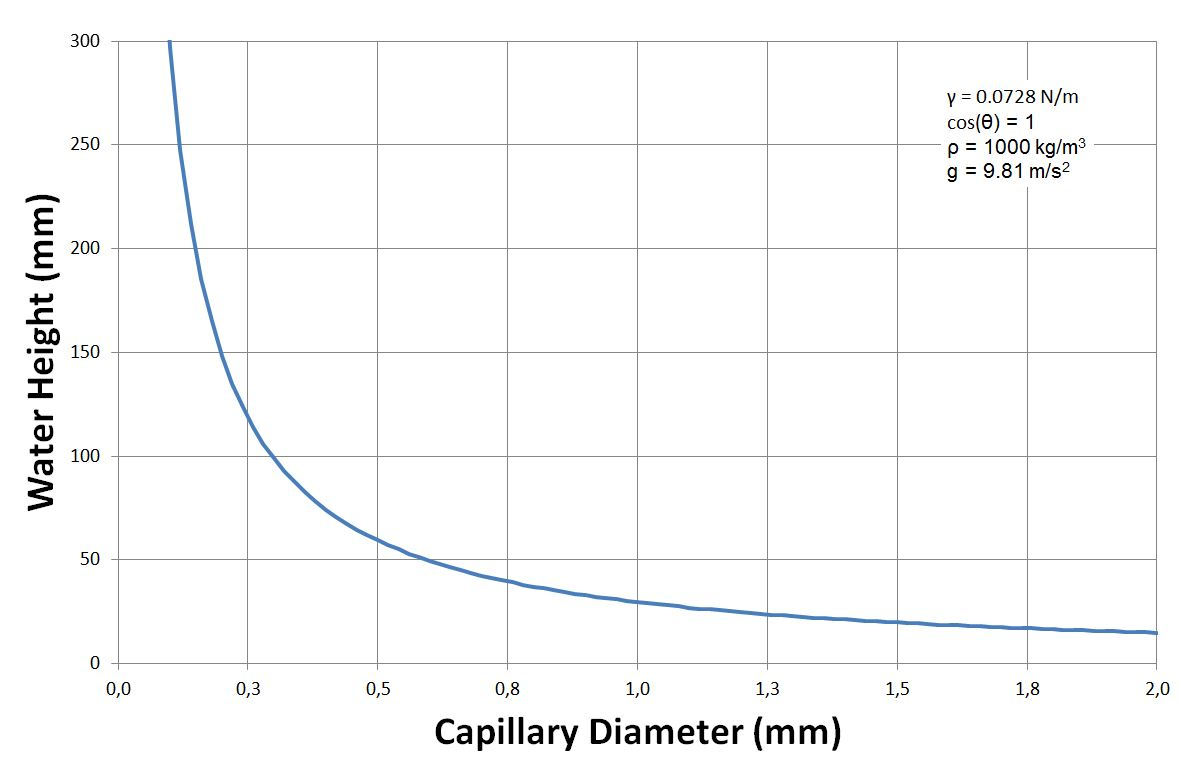
가로축은 모세관의 직경(d)이고 세로축은 물의 높이(h)

수직 유리 튜브(모세관)의 하단 끝에 임의의 액체가 놓여졌을 때, 메니스커스(meniscus)가 형성된다. 액체 기둥의 높이는 Jurin's Law에 의해 주어진다. 표면장력을 T라고 할 때, T는 관벽으로부터 θ만큼 기울어져서 작용하며, 액체 기둥 최상단의 둘레 부분에 작용한다고 할 수 있다. 액체 기둥이 정지해 있으므로, 액체 기둥 자체의 무게(좌변)와 표면장력에 의한 힘(우변)이 같다.
{\displaystyle \pi R^{2}h\gamma =2\pi RT\cos \theta }
메니스커스의 높이 h에 대해 정리하면 {\displaystyle h={\frac {2T\cos \theta }{R\gamma }}}이다. 즉 메니스커스의 높이 h는 모세관의 반지름 R과 반비례하며(좁은 관에서 모세관 현상이 더 잘 나타남) 액체 기둥의 무게는 모세관 반지름의 제곱(R²)에 비례한다.
표준 실험실 조건에서 공기 주입구 튜브의 경우 T=0.0728 N, ρ=1000kg/m³, g=9.81 m/s²의 물로 채워진다. 이 경우, 물 기둥의 높이와 튜브 직경의 관계는 우측 그림과 같다.

## 흙에서의 모세관 현상
Hazen은 사질토에서 모세관 상승 높이 h에 대하여 다음과 같은 실험식을 제시하였다.
{\displaystyle h={\frac {C}{eD_{10}}}}
D10 : 모래의 유효입경(mm)
e : 공극비
C : 상수(10 ~ 50)

## 동식물의 모세관 현상
많은 식물에서 모세관 현상이 관찰된다. 물은 높은 위치에 있는 가지까지 운반되는데, 식물의 잎의 증산 작용에 의해 증발되는 물은 모세관(식물에서는 물관/체관)을 타고 모세관 현상에 의해 올라간다.
물의 섭취를 위한 모세관 작용은 리기아 엑소시카(Ligia exotica) 와 몰로치 호리드(Moloch horridus) 같은 몇몇 작은 동물들에 나타나기도 한다.

## 같이 보기
- 표면 장력

## 참고 문헌
- 장병욱; 전우정; 송창섭; 유찬; 임성훈; 김용성 (2010). 《토질역학》. 구미서관. 66-67쪽. ISBN 978-89-8225-697-4.